# Station Poniatowa
Station Poniatowa is een spoorwegstation in de Poolse plaats Poniatowa.